# Hugo Kapet
Hugo Kapet (francouzsky Hugues Capet; 939–941, Dourdan – 24. října 996, Melun) byl král západofranské říše (987–996) z rodu Robertovců, který je považován za prvního francouzského krále a zakladatele dynastie Kapetovců.
Jeho otec Hugo Veliký byl franský vévoda z rodu Robertovců, kteří od 9. století soupeřili o moc s Karlovci. Jeho matka Hedvika Saská pocházela z otonského rodu. V roce 960 získal otcův titul franského vévody, dále se však musel vypořádat s vlivem Karlovců a také se saskými Otony, zakladateli Svaté římské říše. Královského titulu dosáhl s podporou Otonům blízkých vysokých církevních hodnostářů Gerberta z Aurillac a Adalberona z Remeše, který jej korunoval. Korunovace Hugo Kapeta roku 987 ukončila období volených králů franské říše a započala dědičnou vládu králů Francie z dynastie Kapetovců, která skončila až francouzskou revolucí. Hugo Kapet byl francouzským vrchním lenním pánem, ale jeho vlastní královské dominium bylo jen nevelké panství v oblasti Paříže.

## Život
Otcem Huga Kapeta byl franský vévoda Hugo Veliký, nejmocnější velmož ve Francii, který prakticky ovládal politickou situaci v zemi za posledních slabých Karlovců. Roku 970 se Hugo Kapet jako pařížský hrabě oženil s Adélou, jedinou dcerou akvitánského vévody Viléma zvaného Koudelová hlava. Stal se opatem-laikem celkem pěti klášterů.
Po náhlé smrti mladého krále Ludvíka V. byl jeho dosavadní rádce Hugo Kapet roku 987 zvolen králem. Korunován byl 1. června v katedrále v Noyonu a pomazán 3. června opět v Noyonu nebo v Remeši. Zdá se, že Adéla se na manželově vládě podílela, podle Gerberta ji Hugo nazýval „průvodkyní a účastnicí našeho panování“. Králova pozice zpočátku nebyla vůbec pevná. Vládu si nárokoval i vévoda dolnolotrinský Karel, bratr krále Lothara I. a strýc zemřelého. I když se Kapetovi podařilo roku 991 Karla s pomocí laonského biskupa Adalbera zajmout a zbavit se tak nebezpečí, že by mohl bezprostředně ohrožovat jeho moc, řada současníků viděla v jeho královské volbě uzurpaci.
Moc nového krále byla v podstatě omezena na původní državy Robertovců mezi Paříží a Orléansem a skromné královské domény v okolí Remeše a Laonu, ale i zde bylo nutné počítat s místní šlechtou. Na území velkých královských leníků nemohl Hugo zasahovat vůbec, proto tu vystupoval jako „primus inter pares“, první mezi sobě rovnými. Aby zabezpečil trůn svým potomkům, nechal již koncem roku 987 korunovat králem syna Roberta – praxe, kterou po něm převzali všichni Kapetovci až po Filipa II. Zemřel na podzim 996 a byl pohřben v St. Denis.

## Postava chansons de geste
Hugo Kapet se stal rovněž hrdinou jednoho starofrancouzského eposu, tzv. chanson de geste, s názvem Hugues Capet (asi 1360), který vypráví o jeho životě a o tom, jak potrestal vraha krále Ludvíka V. Epos končí jeho korunovací v Remeši.